# Bodhipakkhika Dhamma
I Trentasette "Bodhipakkhika Dhamma" costituiscono i "Trentasette Fattori" o "ali" (pakkha) che conducono alla piena ed esaustiva realizzazione spirituale buddista: essi sono importanti per due ragioni:
1. Secondo la tradizione, il Buddha stesso poco prima di entrare nel Nirvāṇa finale, li raccomandò come i principali strumenti per raggiungere il Risveglio spirituale buddista, detto "satori" nel Buddismo Zen, vale a dire la cosiddetta "illuminazione spirituale buddista".
2. Questi fattori costituiscono una parte fondamentale dell'Abhidharma, in quanto appartengono, come l'insegnamenti dei cinque aggregati, a quella categoria di insegnamenti che comprende i contenuti abhidharmici del Sutra Pitaka.

Sono suddivisi in sette gruppi:

## I quattro fondamenti della presenza mentale o consapevolezza (satipatthana)
1. la presenza mentale estesa al corpo, ovvero la consapevolezza del corpo (kayanupassana)
2. la presenza mentale estesa alle sensazioni, ovvero la consapevolezza delle sensazioni (vedananupassana)
3. la presenza mentale estesa alla coscienza, alla vita interiore, ovvero la consapevolezza della coscienza, dell'attività interiore (cittanupassana)
4. la presenza mentale estesa ai fenomeni, agli oggetti mentali, ovvero la consapevolezza dei fenomeni, degli oggetti mentali (dhammanupassana)

## I quattro tipi di retto sforzo (sammappadhana)
1. impegnarsi nel superare (abbandonare) o respingere pensieri e azioni nocive già generate (uppannanam akusalanam dhammanam pahanaya vayamo)
2. impegnarsi nel non generare (non solo nella vita presente ma anche in quelle future) pensieri e azioni nocive (anuppannanam akusalanam dhammanam anuppadaya vayamo)
3. impegnarsi nel generare e favorire l'insorgenza di pensieri e azioni salutari non ancora sorti (anuppannanam kusalanam dhammanam uppadaya vayamo)
4. impegnarsi nel coltivare e perpetuare pensieri e azioni salutari già generati od insorgenti (uppannanam kusalanam dhammanam bhiyyobhaya vayamo)

## Le quattro basi dei poteri psichici o basi mistiche (iddhipada)
1. lo zelo, la soddisfazione di operare (chanda)
2. l'energia, la risolutezza interiore (viriya)
3. la coscienza, l'introspezione (citta)
4. il discernimento (vimamsa)

## Le cinque facoltà spirituali o di controllo (pancendriya)
Le cinque facoltà spirituali o di controllo (pancendriya) sono delle "potenzialità" che devono essere ancora rafforzate, sviluppate e rese stabili attraverso i vari stadi della meditazione buddista (dhyāna in sanscrito, jhana in pali) prima di attuarsi nei rispettivi "cinque poteri" (pancabala)

Esse sono:
1. fiducia o fede (saddha)
2. impegno gioioso o energia (viriya)
3. consapevolezza (sati)
4. concentrazione univoca (samadhi)
5. saggezza o conoscenza intuitiva (panna)

## Le cinque forze o i cinque poteri (pancabala)
Quando attraverso l'esercizio della pratica della meditazione buddista (dhyāna in sanscrito, jhana in pali) le cinque facoltà spirituali o di controllo (pancendriya) diventano ferme e stabili, allora queste facoltà si attuano dal loro stato di  "potenziali poteri" nelle rispettive "cinque forze o poteri" (pancabala).

Essi sono:
1. fiducia o fede (saddha)
2. impegno gioioso o energia (viriya)
3. consapevolezza (sati)
4. concentrazione univoca (samadhi)
5. saggezza o conoscenza intuitiva (panna)

## I sette fattori del risveglio (bojjhanga,bodhi-anga)
1. perfetta consapevolezza (sati)
2. perfetta analisi ed investigazione del Dharma (dhamma-vicaya)
3. perfetto impegno o energia (viriya)
4. perfetta gioia (piti)
5. perfetta flessibilità o quiete (prasantata)
6. perfetta stabilità meditativa (samadhi)
7. perfetta equanimità (upekkha)

## Le otto membra del "Nobile Ottuplice Sentiero" (ariyamagga)
1. retta visione (samma ditthi)
2. retta intenzione (samma sankappa)
3. retta parola (samma vaca)
4. retta azione (samma kammanta)
5. retta condotta di vita (samma ajiva)
6. retto sforzo (samma vayama)
7. retta consapevolezza (samma sati)
8. retta pratica della meditazione (samma samadhi, detta anche zanmai in giapponese nel Buddismo Zen)